# 2009-es Formula–1 ausztrál nagydíj
Az Ausztrál Nagydíj volt a 2009-es Formula–1 világbajnokság szezonnyitó futama, amelyet 2009. március 27-e és 29-e között rendeztek meg az ausztráliai Melbourne Grand Prix Circuit-en, Melbourneben. Itt teljesítette első versenyét a 2009-es idény egyetlen újonca, Sébastien Buemi a Toro Rosso színeiben, valamint ez volt Sebastian Vettel első Red Bullos versenye. A csapatok között Ausztráliában debütált a Brawn GP.
A futamon kettős győzelmet aratott a Brawn GP, Jenson Button és Rubens Barrichello révén. Harmadikként a Toyota versenyzője, Jarno Trulli ért célba, de utólag 25 másodperces büntetést kapott, így a harmadik helyért járó 6 pontot Lewis Hamilton kapta.
Az FIA azonban újratárgyalta az ügyet és Trulli végül visszakapta a 3. helyet, Hamiltont pedig utólag kizárták.

## A nagydíj előtt
A 2009-es év első versenyét mozgalmas holtszezon előzte meg. A gazdasági válság miatt az összes csapat költségvetése szűkült, a Honda meg is szűnt, helyét a Brawn GP vette át.

Kevesebb mint két héttel a futam előtt felmerült, hogy átalakítják a pontozási rendszert és a világbajnoki címet a legtöbb győzelmet elérő versenyző fogja nyerni, végül az FIA a tervezetet az általános tiltakozás hatására visszavonta.

A Brawn GP nagyon jól teljesített a nagydíjat megelőző utolsó teszteken. Fölmerült, hogy a csapat (a Toyotával és a Williamsszel együtt) szabálytalan diffúzort használ, ezért előbb a BMW Sauber, majd a Ferrari, a Renault és a Red Bull is panaszt nyújtottak be az FIA-hoz. A március 26-i, csütörtöki gépátvételen szabályosnak találták a kifogásolt alkatrészt.

Az ausztrál nagydíj hétvégéjén jelentették be azt is, hogy a Brawn GP főszponzora a 2009-es évben a Virgin-csoport.

## Szabadedzések

### Első szabadedzés
Az ausztrál nagydíj első szabadedzését március 27-én, pénteken tartották, közép-európai idő szerint 02:30 és 04:00 óra között. Az első két helyen a Williams versenyzői, Nico Rosberg és Nakadzsima Kazuki végeztek, harmadik lett Kimi Räikkönen.
| Helyezés | Versenyző            | Csapat/Motor         | Elért idő | Különbség | Futott kör |
| -------- | -------------------- | -------------------- | --------- | --------- | ---------- |
| 1        | Nico Rosberg         | Williams-Toyota      | 1:26,687  | –         | 19         |
| 2        | Nakadzsima Kazuki    | Williams-Toyota      | 1:26,736  | + 0,049   | 21         |
| 3        | Kimi Räikkönen       | Ferrari              | 1:26,750  | + 0,063   | 24         |
| 4        | Rubens Barrichello   | Brawn-Mercedes       | 1:27,226  | + 0,539   | 21         |
| 5        | Heikki Kovalainen    | McLaren-Mercedes     | 1:27,453  | + 0,766   | 15         |
| 6        | Jenson Button        | Brawn-Mercedes       | 1:27,467  | + 0,780   | 12         |
| 7        | Felipe Massa         | Ferrari              | 1:27,642  | + 0,955   | 24         |
| 8        | Timo Glock           | Toyota               | 1:27,710  | + 1,023   | 24         |
| 9        | Adrian Sutil         | Force India-Mercedes | 1:27,993  | + 1,306   | 20         |
| 10       | Fernando Alonso      | Renault              | 1:28,123  | + 1,436   | 16         |
| 11       | Nick Heidfeld        | BMW Sauber           | 1:28,137  | + 1,450   | 20         |
| 12       | Jarno Trulli         | Toyota               | 1:28,142  | + 1,455   | 21         |
| 13       | Robert Kubica        | BMW Sauber           | 1:28,511  | + 1,824   | 22         |
| 14       | Giancarlo Fisichella | Force India-Mercedes | 1:28,603  | + 1,916   | 16         |
| 15       | Sébastien Buemi      | Toro Rosso-Ferrari   | 1:28,785  | + 2,098   | 27         |
| 16       | Lewis Hamilton       | McLaren-Mercedes     | 1:29,042  | + 2,355   | 18         |
| 17       | Mark Webber          | Red Bull-Renault     | 1:29,081  | + 2,394   | 7          |
| 18       | Nelson Piquet Jr.    | Renault              | 1:29,461  | + 2,774   | 25         |
| 19       | Sébastien Bourdais   | Toro Rosso-Ferrari   | 1:29,499  | + 2,812   | 21         |
| 20       | Sebastian Vettel     | Red Bull-Renault     | 1:32,784  | + 6,097   | 4          |

### Második szabadedzés
Az ausztrál nagydíj második szabadedzését március 27-én pénteken futották, közép-európai idő szerint 06:30 és 08:00 óra között. A legjobb időt ismét Nico Rosberg futotta, mögötte Rubens Barrichello végzett a Brawn-Mercedesszel, harmadik lett a toyotás Jarno Trulli.
| Helyezés | Versenyző            | Csapat/Motor         | Elért idő | Különbség | Futott kör |
| -------- | -------------------- | -------------------- | --------- | --------- | ---------- |
| 1        | Nico Rosberg         | Williams-Toyota      | 1:26,053  | –         | 36         |
| 2        | Rubens Barrichello   | Brawn-Mercedes       | 1:26,157  | + 0,104   | 38         |
| 3        | Jarno Trulli         | Toyota               | 1:26,350  | + 0,297   | 42         |
| 4        | Mark Webber          | Red Bull-Renault     | 1:26,370  | + 0,317   | 30         |
| 5        | Jenson Button        | Brawn-Mercedes       | 1:26,374  | + 0,321   | 38         |
| 6        | Timo Glock           | Toyota               | 1:26,443  | + 0,390   | 42         |
| 7        | Nakadzsima Kazuki    | Williams-Toyota      | 1:26,560  | + 0,507   | 33         |
| 8        | Sebastian Vettel     | Red Bull-Renault     | 1:26,740  | + 0,687   | 19         |
| 9        | Adrian Sutil         | Force India-Mercedes | 1:27,040  | + 0,987   | 29         |
| 10       | Felipe Massa         | Ferrari              | 1:27,064  | + 1,011   | 35         |
| 11       | Kimi Räikkönen       | Ferrari              | 1:27,204  | + 1,151   | 32         |
| 12       | Fernando Alonso      | Renault              | 1:27,232  | + 1,179   | 28         |
| 13       | Giancarlo Fisichella | Force India-Mercedes | 1:27,282  | + 1,229   | 32         |
| 14       | Nick Heidfeld        | BMW Sauber           | 1:27,317  | + 1,264   | 34         |
| 15       | Robert Kubica        | BMW Sauber           | 1:27,398  | + 1,345   | 36         |
| 16       | Sébastien Bourdais   | Toro Rosso-Ferrari   | 1:27,479  | + 1,426   | 36         |
| 17       | Heikki Kovalainen    | McLaren-Mercedes     | 1:27,802  | + 1,749   | 35         |
| 18       | Lewis Hamilton       | McLaren-Mercedes     | 1:27,813  | + 1,760   | 31         |
| 19       | Nelson Piquet Jr.    | Renault              | 1:27,828  | + 1,775   | 35         |
| 20       | Sébastien Buemi      | Toro Rosso-Ferrari   | 1:28,076  | + 2,023   | 33         |

### Harmadik szabadedzés
Az ausztrál nagydíj harmadik szabadedzését március 28-án, szombaton tartották, közép-európai idő szerint 04:00 és 05:00 óra között. Az edést ismét Nico Rosberg nyerte.
| Helyezés | Versenyző            | Csapat/Motor         | Elért idő | Különbség | Futott kör |
| -------- | -------------------- | -------------------- | --------- | --------- | ---------- |
| 1        | Nico Rosberg         | Williams-Toyota      | 1:25,808  | –         | 21         |
| 2        | Jarno Trulli         | Toyota               | 1:25,811  | + 0,003   | 19         |
| 3        | Jenson Button        | Brawn-Mercedes       | 1:25,981  | + 0,173   | 20         |
| 4        | Felipe Massa         | Ferrari              | 1:26,020  | + 0,212   | 17         |
| 5        | Nakadzsima Kazuki    | Williams-Toyota      | 1:26,078  | + 0,270   | 18         |
| 6        | Rubens Barrichello   | Brawn-Mercedes       | 1:26,348  | + 0,540   | 19         |
| 7        | Mark Webber          | Red Bull-Renault     | 1:26,355  | + 0,547   | 16         |
| 8        | Timo Glock           | Toyota               | 1:26,410  | + 0,602   | 25         |
| 9        | Robert Kubica        | BMW Sauber           | 1:26,514  | + 0,706   | 18         |
| 10       | Nick Heidfeld        | BMW Sauber           | 1:26,555  | + 0,747   | 19         |
| 11       | Heikki Kovalainen    | McLaren-Mercedes     | 1:26,652  | + 0,844   | 13         |
| 12       | Lewis Hamilton       | McLaren-Mercedes     | 1:26,714  | + 0,906   | 18         |
| 13       | Sebastian Vettel     | Red Bull-Renault     | 1:27,009  | + 1,201   | 12         |
| 14       | Adrian Sutil         | Force India-Mercedes | 1:27,062  | + 1,254   | 12         |
| 15       | Sébastien Bourdais   | Toro Rosso-Ferrari   | 1:27,152  | + 1,344   | 16         |
| 16       | Sébastien Buemi      | Toro Rosso-Ferrari   | 1:27,192  | + 1,384   | 17         |
| 17       | Fernando Alonso      | Renault              | 1:27,357  | + 1,549   | 18         |
| 18       | Giancarlo Fisichella | Force India-Mercedes | 1:27,492  | + 1,684   | 20         |
| 19       | Nelson Piquet Jr.    | Renault              | 1:27,739  | + 1,931   | 22         |
| 20       | Kimi Räikkönen       | Ferrari              | 1:28,801  | + 2,993   | 5          |

## Időmérő edzés
Az ausztrál nagydíj időmérő edzését március 28-án, szombaton futották, közép-európai idő szerint 07:00 és 08:00 óra között. Az időmérő edzést Jenson Button nyerte, második lett Rubens Barrichello, harmadik Sebastian Vettel.

### Az edzés végeredménye
| Helyezés | Versenyző            | Csapat/Motor         | 1. rész  | 2. rész     | 3. rész    |
| -------- | -------------------- | -------------------- | -------- | ----------- | ---------- |
| 1        | Jenson Button        | Brawn-Mercedes       | 1:25,211 | 1:24,855    | 1:26,202   |
| 2        | Rubens Barrichello   | Brawn-Mercedes       | 1:25,006 | 1:24,783    | 1:26,505   |
| 3        | Sebastian Vettel     | Red Bull-Renault     | 1:25,938 | 1:25,121    | 1:26,830   |
| 4        | Robert Kubica        | BMW Sauber           | 1:25,922 | 1:25,152    | 1:26,914   |
| 5        | Nico Rosberg         | Williams-Toyota      | 1:25,846 | 1:25,123    | 1:26,973   |
| 6        | Felipe Massa         | Ferrari              | 1:25,844 | 1:25,319    | 1:27,033   |
| 7        | Kimi Räikkönen       | Ferrari              | 1:25,899 | 1:25,380    | 1:27,163   |
| 8        | Mark Webber          | Red Bull-Renault     | 1:25,427 | 1:25,241    | 1:27,246   |
| 9        | Nick Heidfeld        | BMW Sauber           | 1:25,827 | 1:25,504    |            |
| 10       | Fernando Alonso      | Renault              | 1:26,026 | 1:25,605    |            |
| 11       | Nakadzsima Kazuki    | Williams-Toyota      | 1:26,074 | 1:25,607    |            |
| 12       | Heikki Kovalainen    | McLaren-Mercedes     | 1:26,184 | 1:25,726    |            |
| 13       | Sébastien Buemi      | Toro Rosso-Ferrari   | 1:26,503 |             |            |
| 14       | Nelson Piquet Jr.    | Renault              | 1:26,598 |             |            |
| 15       | Giancarlo Fisichella | Force India-Mercedes | 1:26,677 |             |            |
| 16       | Adrian Sutil         | Force India-Mercedes | 1:26,742 |             |            |
| 17       | Sébastien Bourdais   | Toro Rosso-Ferrari   | 1:26,964 |             |            |
| 18       | Lewis Hamilton       | McLaren-Mercedes     | 1:26,454 | Idő nélkül* |            |
| 19       | Timo Glock           | Toyota               | 1:25,499 | 1:25,281    | 1:26,975** |
| 20       | Jarno Trulli         | Toyota               | 1:26,194 | 1:25,265    | 1:27,127** |

* Lewis Hamilton bejutott az edzés második szakaszába, de ott műszaki hiba miatt nem autózott mért kört. Autójában váltót cseréltek, így a 15. hely helyett az utolsó rajtkockából indulhatott.

**A két Toyota túlságosan hajlékony hátsó szárnnyal ment, ami szabálytalan, így kizárták őket az időmérőről. A versenyt a boxból kezdték.

## Futam

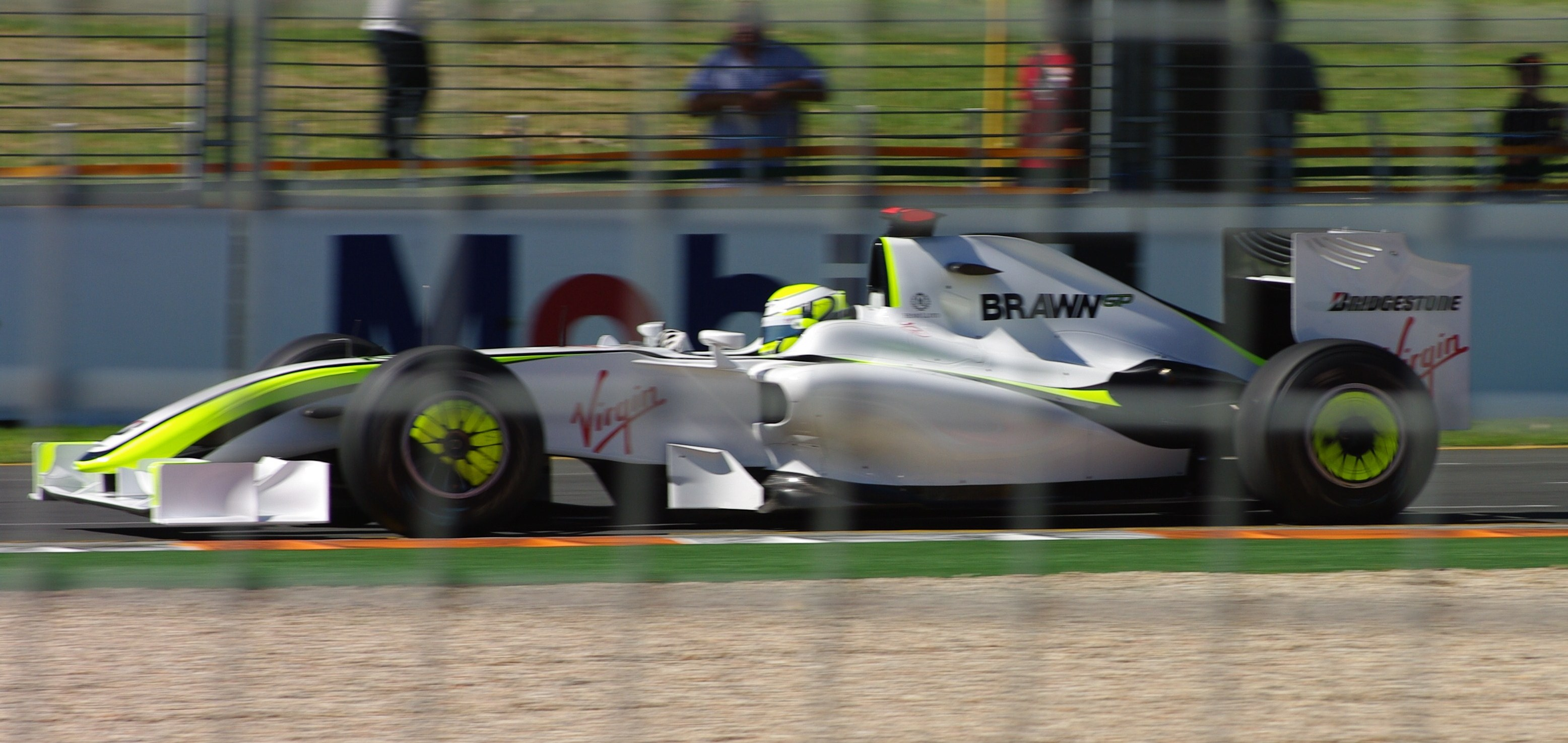
Jenson Button nyerte az évadnyitó futamot

Az ausztrál nagydíj futama március 29-én, vasárnap, közép-európai idő szerint 07:00 órakor rajtolt. A versenyt a rajt-cél győzelmet arató Jenson Button nyerte, kettős győzelmet aratva Rubens Barrichellóval. A harmadik Lewis Hamilton lett, miután egy helyet előrelépett Trulli büntetése miatt, majd újra megvizsgálták az ügyet, és Trulli visszakapta a dobogót, míg Hamiltont diszkvalifikálták.
| Helyezés | Rajthely | #  | Versenyző            | Csapat/Motor         | Futott kör | Idő/Kiesés oka | Pontszám |
| -------- | -------- | -- | -------------------- | -------------------- | ---------- | -------------- | -------- |
| 1        | 1        | 22 | Jenson Button        | Brawn-Mercedes       | 58         | 1h 34:15,784   | 10       |
| 2        | 2        | 23 | Rubens Barrichello   | Brawn-Mercedes       | 58         | +0,807         | 8        |
| 3        | Box      | 9  | Jarno Trulli         | Toyota               | 58         | + 1,604        | 6        |
| 4        | Box      | 10 | Timo Glock           | Toyota               | 58         | + 4,435        | 5        |
| 5        | 10       | 7  | Fernando Alonso      | Renault              | 58         | + 4,879        | 4        |
| 6        | 5        | 16 | Nico Rosberg         | Williams-Toyota      | 58         | + 5,722        | 3        |
| 7        | 13       | 12 | Sébastien Buemi      | Toro Rosso-Ferrari   | 58         | + 6,004        | 2        |
| 8        | 17       | 11 | Sébastien Bourdais   | Toro Rosso-Ferrari   | 58         | + 6,298        | 1        |
| 9        | 16       | 20 | Adrian Sutil         | Force India-Ferrari  | 58         | + 6,335        |          |
| 10       | 9        | 6  | Nick Heidfeld        | BMW Sauber           | 58         | + 7,085        |          |
| 11       | 15       | 21 | Giancarlo Fisichella | Force India-Mercedes | 58         | + 7,374        |          |
| 12       | 3        | 15 | Mark Webber          | Red Bull-Renault     | 57         | +1 kör         |          |
| 13       | 3        | 15 | Sebastian Vettel     | Red Bull-Renault     | 56         | Ütközés        |          |
| 14       | 4        | 5  | Robert Kubica        | BMW Sauber           | 55         | Ütközés        |          |
| 15       | 7        | 4  | Kimi Räikkönen       | Ferrari              | 55         | Differenciálmű |          |
| Ki       | 6        | 3  | Felipe Massa         | Ferrari              | 45         | Felfüggesztés  |          |
| Ki       | 14       | 8  | Nelson Piquet Jr.    | Renault              | 24         | Kicsúszás      |          |
| Ki       | 11       | 17 | Nakadzsima Kazuki    | Williams-Toyota      | 17         | Baleset        |          |
| Ki       | 12       | 2  | Heikki Kovalainen    | McLaren-Mercedes     | 0          | Ütközés        |          |
| Kiz      | 18       | 1  | Lewis Hamilton       | McLaren-Mercedes     | 58         | Kizárva*       |          |

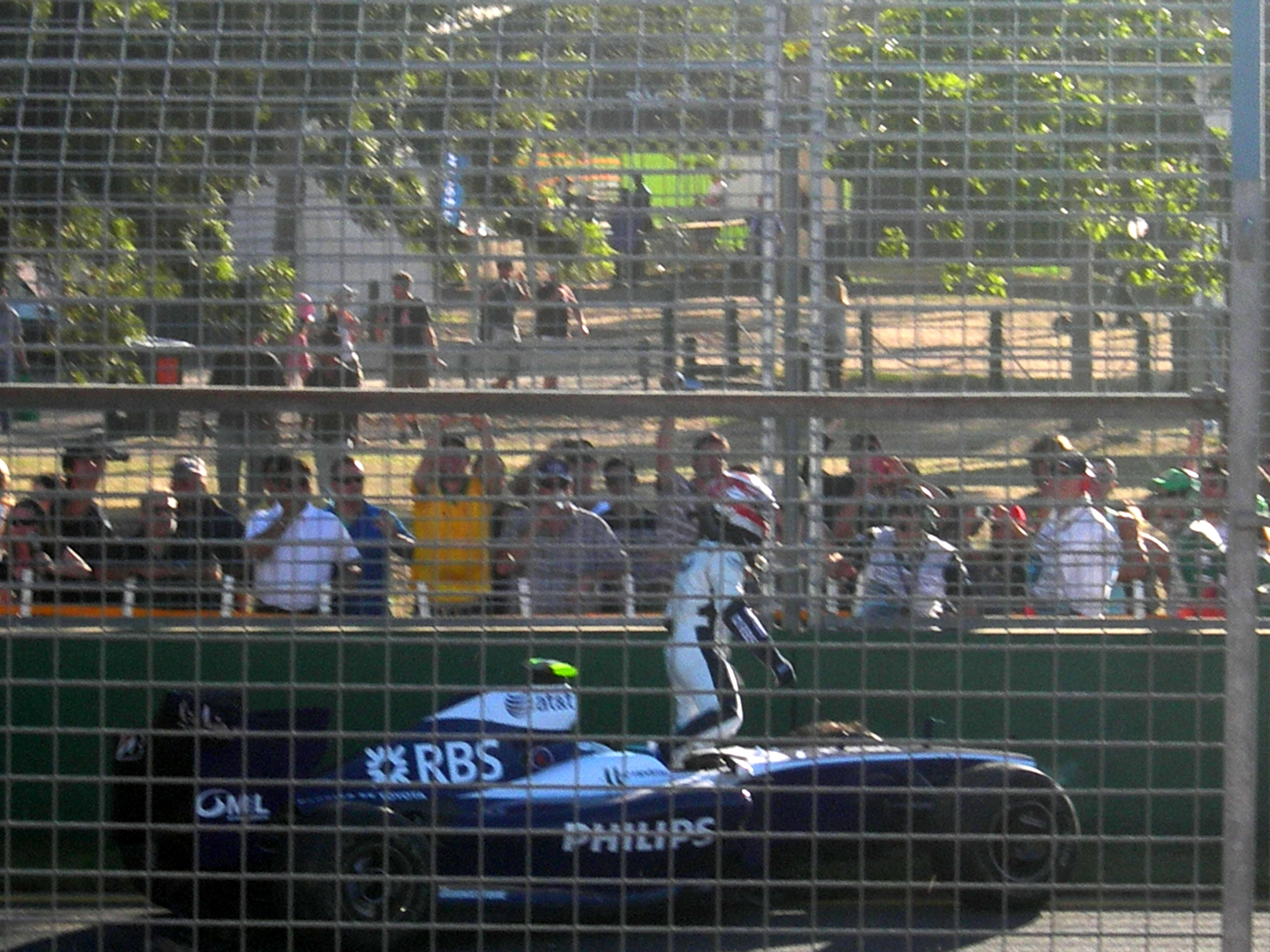
Nakadzsima összetörött autója mellett a 17. körben

* Lewis Hamilton a futamon negyedikként ért célba, ahonnan Trulli büntetése miatt előrelépett a harmadikra. Az FIA az ügyet újratárgyalta, és Trulli visszakapta a harmadik helyet, míg Hamiltont utólag kizárták az ausztrál nagydíjról.

## A világbajnokság állása a verseny után
| H   | Versenyzők         | Pont | H   | Konstruktőrök        | Pont |
| --- | ------------------ | ---- | --- | -------------------- | ---- |
| 1.  | Jenson Button      | 10   | 1.  | Brawn-Mercedes       | 18   |
| 2.  | Rubens Barrichello | 8    | 2.  | Toyota               | 11   |
| 3.  | Jarno Trulli       | 6    | 3.  | Renault              | 4    |
| 4.  | Timo Glock         | 5    | 4.  | Williams-Toyota      | 3    |
| 5.  | Fernando Alonso    | 4    | 5.  | Toro Rosso-Ferrari   | 3    |
| 6.  | Nico Rosberg       | 3    | 6.  | Force India-Mercedes | 0    |
| 7.  | Sébastien Buemi    | 2    | 7.  | BMW Sauber           | 0    |
| 8.  | Sébastien Bourdais | 1    | 8.  | Red Bull-Renault     | 0    |
| 9.  | Adrian Sutil       | 0    | 9.  | Ferrari              | 0    |
| 10. | Nick Heidfeld      | 0    | 10. | McLaren-Mercedes     | 0    |

(A teljes táblázat)

## Statisztikák
Vezető helyen:
- Jenson Button: 58 (1-58)

Jenson Button 2. győzelme, 4. pole-pozíciója, Nico Rosberg 1.leggyorsabb köre.
- Brawn GP 1. győzelme.
- Az ausztrál nagydíjon egyetlen újoncot avattak: a Toro Rossóval versenyző Sébastien Buemit.
- A csapatok között a Brawn GP debütánsnak számított, miután eldőlt, hogy nem tekintik a megszűnt Honda csapat jogutódjának, így az ausztrál nagydíjon futotta első versenyét.[3]
- Jenson Button pályafutása 5. pole-pozícióját szerezte meg. Utoljára 2006-ban, éppen Ausztráliában indulhatott az első helyről.
- Története első versenyén pole-pozíciót szerzett a Brawn GP. Utoljára 1970-ben fordult elő, hogy újonc csapat megszerezze az első rajtkockát, akkor Jackie Stewart indulhatott az élről az dél-afrikai nagydíjon, egy March autót vezetve.
- Jenson Button második Formula–1-es győzelmét szerezte meg, korábban a 2006-os magyar nagydíjon nyert. Egyúttal megszerezte Nagy-Britannia 200. Formula–1-es futamgyőzelmét.
- A Brawn GP a második olyan csapat a sportág történetében, amelyik bemutatkozó versenyén kettős győzelmet aratott. Az 1954-es francia nagydíjon a Mercedes csapat ért el hasonló sikert, Juan Manuel Fangio és Karl Kling révén.
- Sébastien Buemi első Formula–1-es versenyén pontot szerzett. 2008-ban csapattársának, Sébastien Bourdaisnak sikerült ugyanez, szintén az ausztrál nagydíjon.